# Deanne Rose
Deanne Rose (New Tecumseth, 3 de março de 1999) é uma futebolista canadense que atua como meia.

## Carreira
Rose fez parte do elenco da Seleção Canadense de Futebol Feminino, nas Olimpíadas do Rio 2016, com apenas 17 anos de idade.